# Ragnar Sigurðsson
En aquest nom islandès, el darrer nom és un patronímic, no pas un cognom. La manera de referir-se a aquesta persona és pel nom de pila.
Ragnar Sigurdsson (nascut el 19 de juny de 1986) és un jugador de futbol islandès que juga com defensa central amb el FK Rostov de la lliga rusa. També és internacional amb Islàndia.